# Clemens Klotz
Clemens Klotz (Keulen, 31 mei 1886 - aldaar, 18 augustus 1969) was een Duits architect.

## Leven
Clemens Klotz opende in 1911 een architectenbureau in zijn geboortestad Keulen. Keulen en de directe omgeving zijn zijn werkgebied. Met een onderbreking door de Eerste Wereldoorlog werkte hij voornamelijk aan woningbouwprojecten, een- en tweegezinswoningen, maar ook gebouwen met meerdere verdiepingen zoals kantoorgebouwen en fabrieken. Hij combineerde lokale bouwtradities met moderne architectuur.
Na de machtsovername door de NSDAP in 1933 wordt Clemens Klotz, vermoedelijk door persoonlijke contacten met Robert Ley, een van de "beauftragten Architekten der Reichsleitung für die Errichtung der Schulungsbauten der NSDAP und der DAF" en in 1938 tot "Vertrauensarchitekten der DAF" benoemd. Clemens Klotz maakte onder andere ontwerpen voor "KdF"-Seebad Prora op Rügen en de Ordensburg Vogelsang en Ordensburg Krössinsee. Door de contacten met Ley ontving Klotz verscheidene grote opdrachten, zoals die voor een "Huis van de Duitse arbeid" en voor een "Gauforum" in Keulen. Op 31 mei 1936 benoemde Adolf Hitler Klotz tot professor. Een enige tijd later werd Klotz in de Pruisische Academie voor de Kunsten opgenomen.
In 1938/39 was Klotz op de tweede Duitse architectuurtentoonstelling in het Münchener Haus der Deutschen Kunst met een ontwerp voor de Adolf-Hitler-Schule in Waldbröl aanwezig. Klotz was tegelijkertijd verantwoordelijk voor de verbouw van het landgoed Rottland bij Waldbröl voor Robert Ley. In de eindfase van de Tweede Wereldoorlog nam Hitler hem op in de Gottbegnadeten-Liste (vert: door god begenadigde personen lijst), een lijst met in zijn ogen belangrijkste kunstenaars. Door benoeming op deze lijst hoefde Klotz niet naar het front.

## Gebouwen
- Woonhuis Regierungsrat Dr. Rheindorff, Köln-Marienburg (1922)
- Huis Heckmann, Köln-Marienburg (1923, Sculpturen van Willy Meller)
- Directeurswoning Farbwerke Hosfelt, Köln-Braunsfeld (1923)
- Huis Sauerwald, Köln-Lindenthal (1924/1925, mit Fieth)
- Huis Klotz, Köln-Marienburg (1925, in der Gartenhalle Skulptur von Willy Meller)
- Jeugdhuis van Katholieke Kerkgemeenschap St. Anna, Köln-Ehrenfeld (1925)
- Jeugdhuis van Katholieke Kerkgemeenschap St. Joseph, Köln-Braunsfeld, Wiethausestraße 54 (1925/1926)
- Hochpfortenhaus, Köln (1930, met Fieth)
- NS-Ordensburg Vogelsang (1. Bauabschnitt 1933–1935, niet afgebouwd)
- NS-Ordensburg Crössinsee (1. Bauabschnitt 1934–1936, niet afgebouwd)
- KdF-Seebad Prora op Rügen (1935–1939, niet afgebouwd)
- Woon- en winkelpand Neumarkt 1b, Köln (1952)[2]

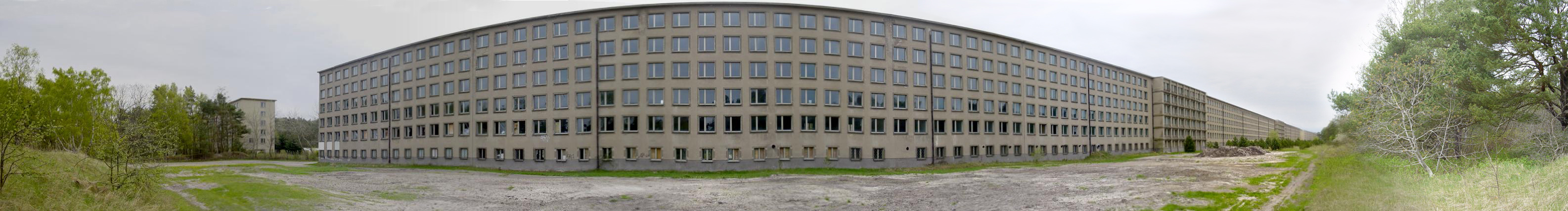
Panorama van een van de hotelblokken van Seebad Prora